# Ernst Hess (Komponist)
Ernst Hess (* 13. Mai 1912 in Schaffhausen; † 2. November 1968 in Egg) war ein Schweizer Dirigent, Komponist und Musikwissenschaftler.

## Biografie
Hess besuchte 1928 bis 1932 das kantonale Lehrerseminar in Küsnacht, um sich zum Musiklehrer ausbilden zu lassen. Vertiefende Studien führten ihn zwischen 1932 und 1934 an das Zürcher Konservatorium sowie an die École Normale de Musique in Paris, wo er u. a. bei Paul Dukas und Nadia Boulanger studierte. 1935 kehrte Hess in die Schweiz zurück und war zunächst als Dirigent verschiedener Chöre und Orchester tätig, bevor er 1938 einen Lehrauftrag für Musiktheorie am Konservatorium Winterthur erhielt.
1940 war Hess an der Gründung der Mozart-Gesellschaft Zürich beteiligt und war Mitherausgeber der Neuen Mozart-Gesamtausgabe. Ab 1956 war Hess als Lehrbeauftragter für Musikwissenschaft an der Universität Zürich tätig und leitete ab 1959 das universitäre Akademieorchester sowie die Zürcher Singstudenten.
Im kompositorischen Feld trat Hess besonders als Schöpfer zahlreicher geistlicher und weltlicher Chorwerke in Erscheinung (u. a. das Oratorium Jeremia). Für seine Verdienste wurde ihm 1947 der Kompositionspreis der Conrad-Ferdinand-Meyer-Stiftung verliehen; 1966 erhielt er von der Stadt Zürich die Hans-Georg-Nägeli-Medaille.
Ernst Hess verstarb 1968 im zürcherischen Egg.

## Preise
1947: Conrad-Ferdinand-Meyer-Preis

## Gedruckte Werke
- op. 29b Kleine Musik für Bassetthorn, Violine, Viola und Violoncello. (Amadeus Verlag BP 543)
- op. 56 Unter Dach und Himmel. Drei Gedichte von Werner Weber für Männerchor [TTBB], Alt-Solo und Klavier (Hug G.H. 10624)
- op. 57 Capriccio, für Posaune, Klavier (Helbling Best.-Nr. 10231)
- Suite für Gitarre solo, komp. 1935 (Hug G. H. 11468)
- Wenn im Unendlichen, [Johann Wolfgang Goethe] für gemischten Chor [SATB] a cappella (Hug G.H. 10904)
- Schweizergebet. Text von Rudolf Hägni, für gem. Chor [SSATB], Orgel ad lib (Hug G.H. 9319)
- Chaconne c-moll, op. 60/1 und Präludium, Allegro con moto D-Dur, op. 60/4. In: Zeitgenössische Orgelmusik im Gottesdienst (Eulenburg, 1970)